# بخش د ناوارو
بخش د ناوارو (به اسپانیایی: Partido de Navarro) یک منطقهٔ مسکونی در آرژانتین است که در استان بوئنوس آیرس واقع شده‌است. بخش د ناوارو ۱٬۶۳۰ کیلومتر مربع مساحت و ۱۵٬۷۹۷ نفر جمعیت دارد.